# Пета санџачка ударна бригада
Пета санџачка ударна бригада формирана је 21. августа 1944. године у селу Жирчи код Прибоја, од бораца из бјелопољског, пљеваљског и милешевског среза. Људство за формирање бригаде прикупљено је на слободној територији бјелопољског и пљеваљског среза где су одређени привремени штабови и команде чета, образовани батаљони бригаде, под командом Прве пролетерске дивизије. Имала је четири батаљона са 500 бораца, а крајем 1944, пошто је попуњена новим борцима из Србије и источног дела Санџака, пет батаљона са око 2500 бораца. Била је у саставу 37. санџачке дивизије.

## Борбени пут бригаде
У септембру је водила борбе против Немаца и четника у рејону Јабланице и Мокре Горе и против четника и муслиманске милиције на подручју Прибоја и Пријепоља. Водила је борбе против четника 19/20. септембра, а 25. и 29. септембра учествовала је са Трећом пролетерском бригадом у ослобођењу Прибоја и Пријепоља. После тога је са 2. и 4. батаљоном садејствовала Трећој пролетерској и Седмој црногорској бригади у разбијању немачке легије „Кремплер” и у ослобођењу Сјенице 14/15. октобра, док је са 1. и 3. батаљоном успешно дејствовала против бројних четничких снага у рејону Прибоја, Бијелог Поља, Вардишта, Мокре Горе, планине Таре и Вишеграда. У другој половини октобра дејствовала је против четничких снага у рејону Ариља и на правцу Ивањица-планина Јавор-Сјеница. Нарочито се истакла у борбама против јединица немачког 21. и 91. армијског корпуса на правцима Сјеница-Пријепоље, Пријепоље-Нова Варош и Пријепоље-Прибој у новембру и децембру 1944. када је избацила из строја око 420 непријатељевих војника и запленила између осталог, 26 пушкомитраљеза, 6 митраљеза, 6 минобацача и велике количине друге опреме, а уништила 223 моторна возила. Затим је учествовала у коначном ослобођењу источне Босне. После жестоких борби против делова немачке 181. пешадијске дивизије у ширем рејону Вишеграда, успешно је дејствовала на правцу Вишеград-Соколац-Подроманија-Мокро-Сарајево и учествовала у ослобођењу Сарајева од 5. до 6. априла. У мају је са Трећом пролетерском и Четвртом санџачком бригадом учествовала у уништењу главнине четничких снага у рејону Рогатице и Романије.
Одикована је Орденом заслуга за народ.